# Peponidium densiflorum
Peponidium densiflorum är en måreväxtart som först beskrevs av John Gilbert Baker, och fick sitt nu gällande namn av Aaron Paul Davis och Sylvain G. Razafimandimbison. Peponidium densiflorum ingår i släktet Peponidium och familjen måreväxter. Inga underarter finns listade i Catalogue of Life.